# Bučecký potok
Bučecký potok (dříve Sechutický potok) je potok v Plzeňském kraji, pravý přítok Kralovického potoka. Délka toku činí 7,7 km.

## Popis toku
Bučecký potok pramení v nadmořské výšce přibližně 510 m u Trojanské hájovny, 4 km západně od Kralovic. Zprvu teče polem jižním směrem, před křížením se zrušenou železniční tratí č. 162 z Mladotic do Kralovic přibírá vodu z malého pravostranného potůčku. Obloukem obtéká Olšanskou myslivnu a stáčí se k jihovýchodu, kde nejprve napájí malý lesní rybník a po 500 m vtéká do většího Oboráku.
Na jeho mohutné hrázi opouští Bučecký potok les a protéká poli v mělkém údolí k chovnému rybníku Pivovárek u staré cesty mezi Sechuticemi a Mariánským Týncem. Stále jihovýchodním směrem teče potok až na západní okraj Hadačky, kde je na potoce drobný rybník nazývaný Svinčárek. Potok protéká Hadačkou, kde je přemostěn silnicí č. 27, v sousedním Výrově teče souběžně se silnicí napříč celou vesnicí a v polích mezi Kopidlem a Kralovicemi se obloukem stáčí k východu. Před křížením se silnicí do Bučku se spojuje s drobným pravostranným přítokem přitékajícím z jihozápadu od Stradiny.
Na západním úpatí Holého vrchu mění Bučecký potok směr a teče severovýchodně nivou malého údolí sevřeného lesním porostem. V nadmořské výšce 403 m přijímá zleva Člunkovský potok, na kterém je těsně před soutokem drobný rybník. Potok kříží silnici z Kralovic do Lednice, která k němu klesá z obou stran v serpentinách, a stáčí se k východu. Ústí do Kralovického potoka (49° 57' 51, 13° 30' 29) jako pravostranný přítok, 1,5 km severozápadně od Bučku.